# Philippe du Bec

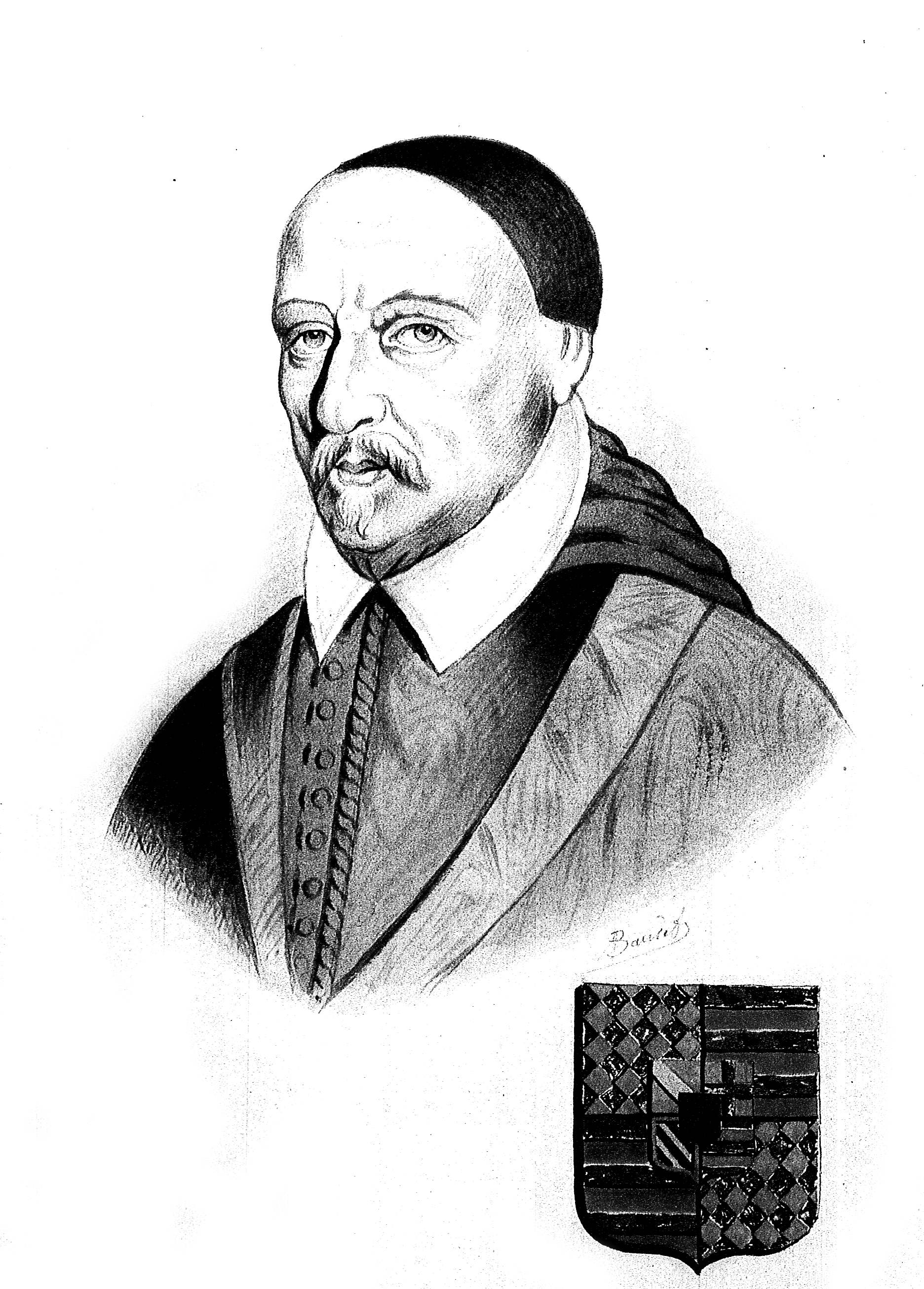
Philippe Crespin du Bec, Fond iconographique der Carnegie-Bibliothek in Reims

Philippe du Bec (eigentlich Philippe Crespin du Bec, * 1519 in Pont-Audemer; † 10. Januar 1605 in Reims) war ein französischer Kleriker aus dem Haus Crespin. Er war Bischof von Vannes (1559–1566), Bischof von Nantes (1566–1594) und Erzbischof von Reims (1594–1605), Maître de la Chapelle du Roi und Kommandeur im Orden vom Heiligen Geist.

## Leben
Philippe du Bec ist der zweite Sohn von Charles Crespin du Bec, Seigneur de Boury-en-Vexin, Marais-Vernier und Vardes, Vizeadmiral von Frankreich († vor 1551), und Madeleine de Beauvilliers de Saint-Aignan, Dame du Plessis-Marly († nach 1533). Sein Vetter war der Hugenottenführer Philippe Duplessis-Mornay.
Er war Dekan der Kathedrale von Angers, wurde am 17. April 1559, nach dem Rücktritt von Sébastien de l’Aubespine, zum Bischof von Vannes ernannt, erhielt die zugehörige Päpstliche Bulle aufgrund von Verzögerungen nach dem Tod des Papstes Paul IV. aber erst im März 1564 und zog dann am 25. Dezember in Nantes ein. Dennoch war er in dieser Funktion bereits einer der 18 französischen Bischöfe, die unter Leitung des Kardinals Charles de Lorraine-Guise an der Endphase des Konzils von Trient (1545–1563) teilnahmen. 1562 wurde er zudem Vogt von Saint-Martin de Vertou, ab 1564 war er Generalvikar des Bischofs von Nantes, Antoine II. de Créquy, dessen Nachfolger er am 6. September 1566 wurde.
Philippe du Bec schloss sich Heinrich IV., nahm an dessen Krönung teil (27. Februar 1594 in der Kathedrale von Chartres) und wurde von ihm am 25. Juli 1594 zum neuen Erzbischof von Reims bestimmt, nachdem der Amtsinhaber Nicolas de Pellevé am 28. März 1594 verstorben war. Die Weihe erfolgte am 7. Januar 1598. Mit seinem erzbischöflichen Titel war der eines Herzogs von Reims, Pair von Frankreich und Primas des belgischen Gallien verbunden. Im gleichen Jahr wurde er zudem Kommendatarabt von Saint-Rémi in Reims. Bereits am 7. Januar 1595 war Philippe du Bec in den Orden vom Heiligen Geist aufgenommen worden, seinem geistlichen Stand entsprechend als Commandeur.
Philipp du Bec starb am 10. Januar 1605 im Alter von 86 Jahren und wurde in Reims bestattet.